# William Harnett

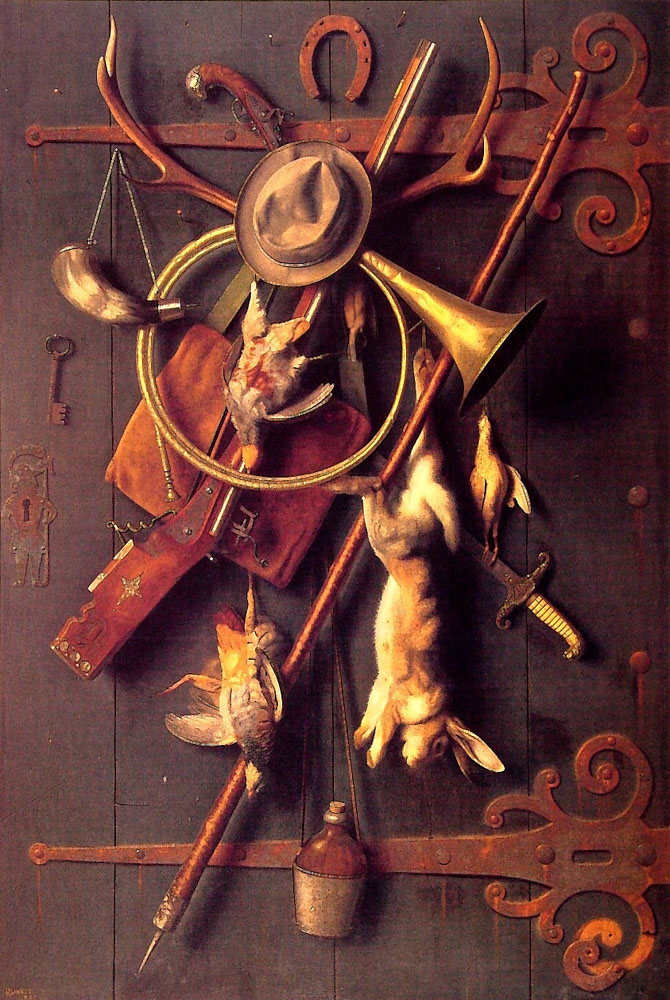
After the Hunt, 1885, California Palace of the Legion of Honor, San Francisco

William Michael Harnett (* 10. August 1848 in Clonakilty, Grafschaft Cork, Irland; † 29. Oktober 1892 in New York City) war ein irisch-US-amerikanischer Maler, der für seine Trompe-l’œil-Stillleben mit gewöhnlichen Gegenständen bekannt war.

## Leben
Harnett wurde während der Zeit der Großen Hungersnot in Irland geboren. Kurz nach seiner Geburt emigrierte seine Familie in die USA und ließ sich in Philadelphia nieder. Er wurde 1868 Staatsbürger der Vereinigten Staaten. Als junger Mann verdiente er seinen Lebensunterhalt, mit der Gravur von Tafelsilber.
Harnett besuchte neben seiner Tätigkeit Abendkurse an der Pennsylvania Academy of the Fine Arts und später an der Cooper Union und an der National Academy of Design in New York. Sein erstes bekanntes Ölgemälde war ein Stillleben aus dem Jahr 1874.
Harnett verbrachte die Jahre 1880–1886 in Europa, wobei er sich von 1881 bis Anfang 1885 in München aufhielt. In seinen letzten Lebensjahren plagte ihn stark schmerzender Rheumatismus, wodurch die Anzahl, aber nicht die Qualität seiner Bilder, abnahm. Er starb 1892 in New York City.

## Werk
Der Stil der Trompe-l’œil-Malerei, den Harnett entwickelte, war unverwechselbar und inspirierte viele Nachahmer, aber er war nicht der erste, der in diesem Stil malte. Eine Reihe niederländischer Maler des 17. Jahrhunderts, zum Beispiel Pieter Claesz, hatten sich auf Tischstillleben von erstaunlicher Realität spezialisiert. Raphaelle Peale, der zu Beginn des 19. Jahrhunderts in Philadelphia arbeitete, leistete in Amerika Pionierarbeit für diese Form.

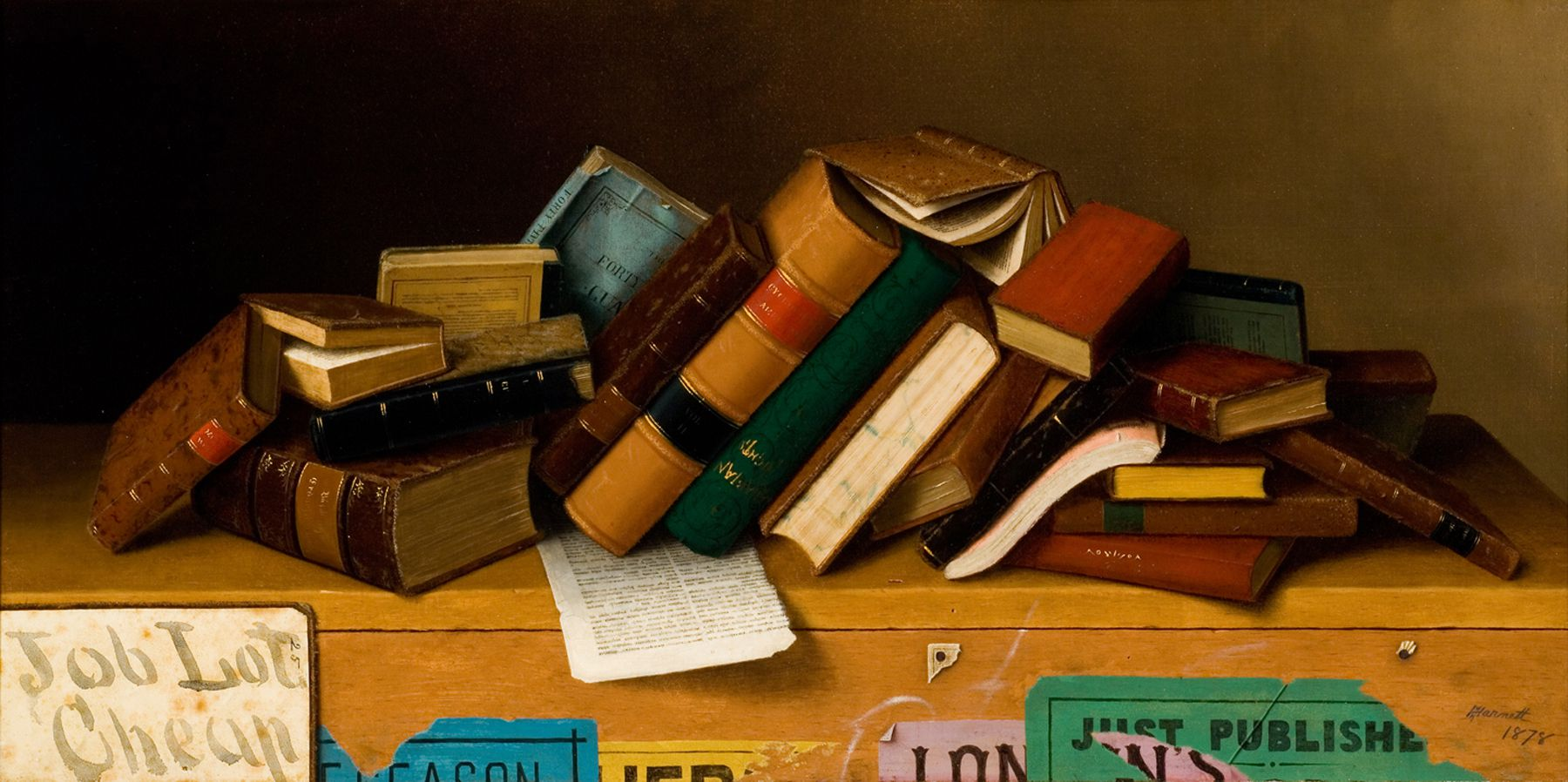
Job Lot Cheap, 1878.

 Was Harnetts Werk auszeichnet, ist die Darstellung von Objekten, die zu jener Zeit normalerweise nicht zum Gegenstand eines Gemäldes wurden. Harnett malte Pfeifen, Takakdosen, Musikinstrumente und Krüge, aber auch das unkonventionelle Golden Horseshoe (1886), ein einzelnes verrostetes Hufeisen, das an ein Brett genagelt dargestellt ist. Er malte ein lässiges Durcheinander von gebrauchten Büchern, die auf einer Kiste liegen, Job Lot, Cheap (1878), sowie Schusswaffen und sogar Papiergeld. Seine Werke verkauften sich gut, aber man fand sie eher in einer Taverne oder einem Geschäftsbüro hängend als in einem Museum, da sie im 19. Jahrhundert nicht den zeitgenössischen Vorstellungen von hoher Kunst entsprachen.
Harnetts bekannteste Gemälde, die vier Versionen von After The Hunt, entstanden zwischen 1883 und 1885. Jedes ist eine imposante Komposition aus Jagdausrüstung und erlegtem Wild, die an einer Tür mit verzierten Scharnieren auf der rechten Seite und einer Schlüssellochplatte auf der linken Seite hängt. Diese Gemälde sind, wie die bereits erwähnten Hufeisen- oder Währungsdarstellungen, als Trompe-l’œil besonders wirkungsvoll, weil die Objekte einen flachen Raum einnehmen, so dass die Illusion nicht durch Parallaxen getrübt wird, wenn sich der Betrachter bewegt.
Insgesamt ist Harnetts Werk am ehesten mit dem des etwas jüngeren John Frederick Peto vergleichbar. Die beiden Künstler kannten sich, und es lässt sich ein Vergleich zwischen zwei Gemälden mit Geigen anstellen. Harnetts Music and Good Luck  von 1888 zeigt die Geige aufrecht hängend an einer Tür mit verzierten Scharnieren und mit einem leicht zerrissenen Notenblatt dahinter. Die Elemente sind stabil und gewollt angeordnet. Petos Gemälde von 1890 zeigt die Geige schief hängend, sowie zersprungen und abgenutzt, mit einer gerissenen Saite. Die Notenblätter sind mit Eselsohren versehen und an den Rändern zerrissen, zudem willkürlich hinter dem Instrument platziert und die Scharniere sind weniger verziert. Harnetts Objekte weisen Gebrauchsspuren auf, sind aber gut erhalten, während die bescheideneren Objekte von Peto nahezu unbrauchbar sind.

## Galerie

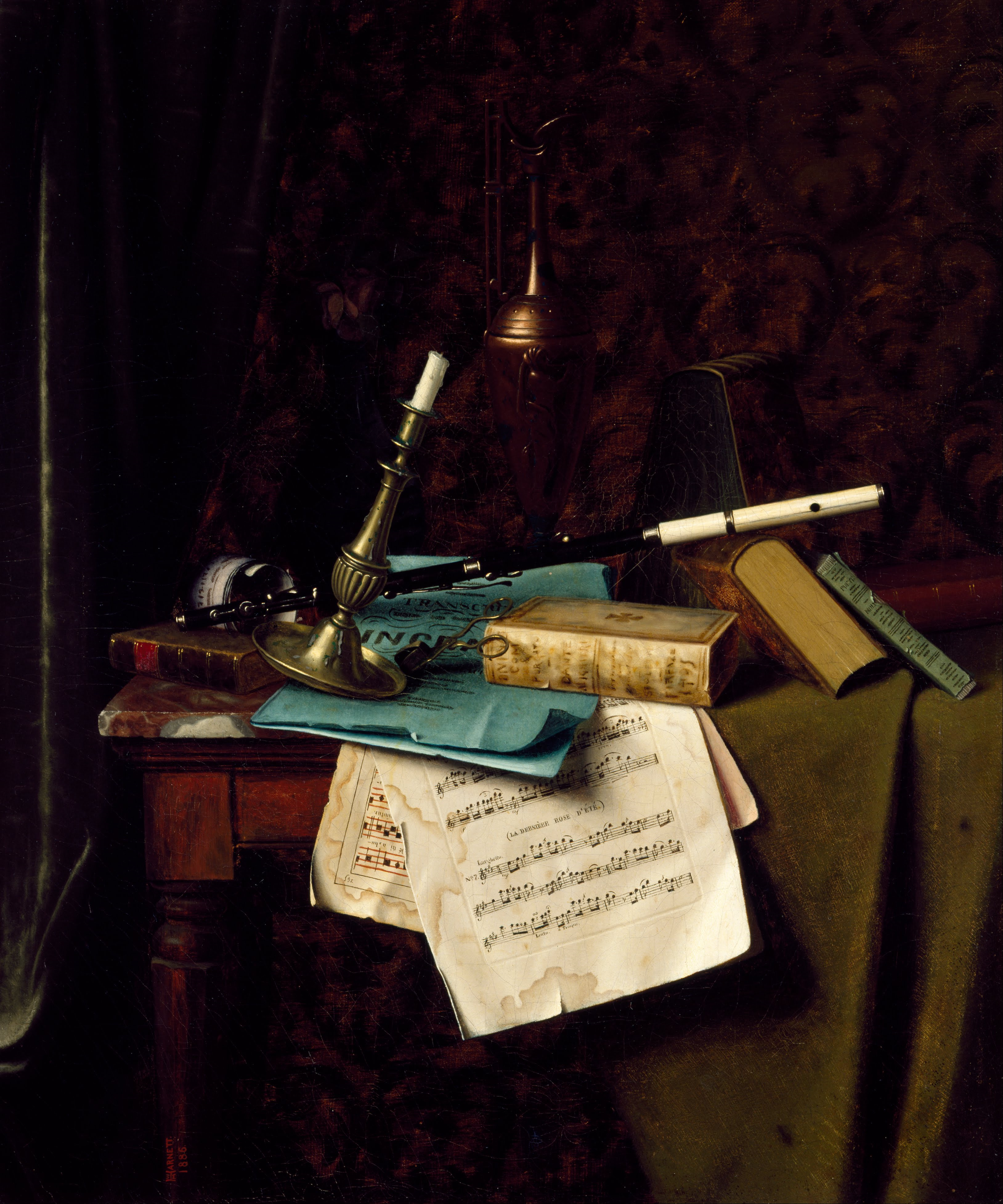
The Last Summer Rose, 1886
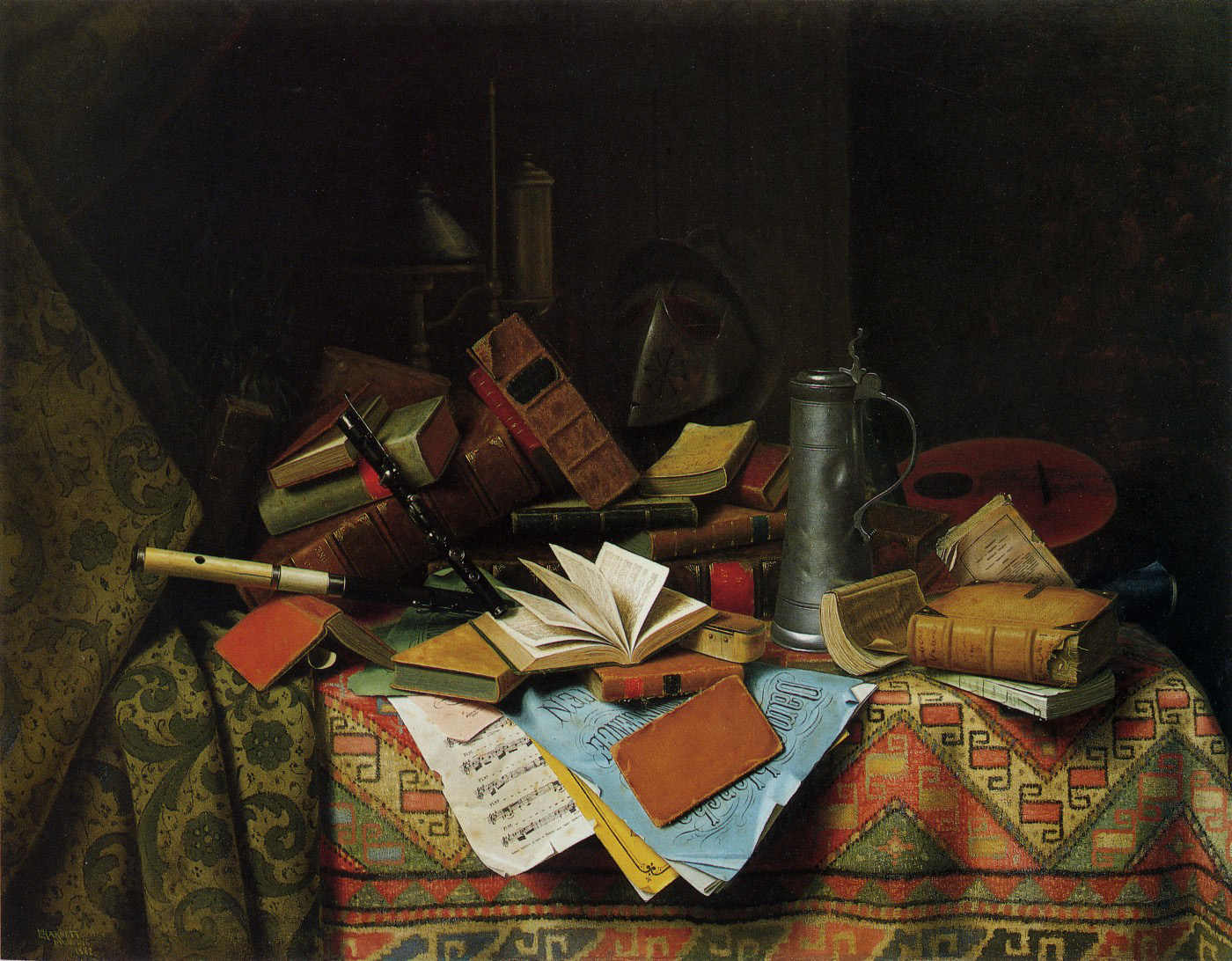
A Study Table, 1882
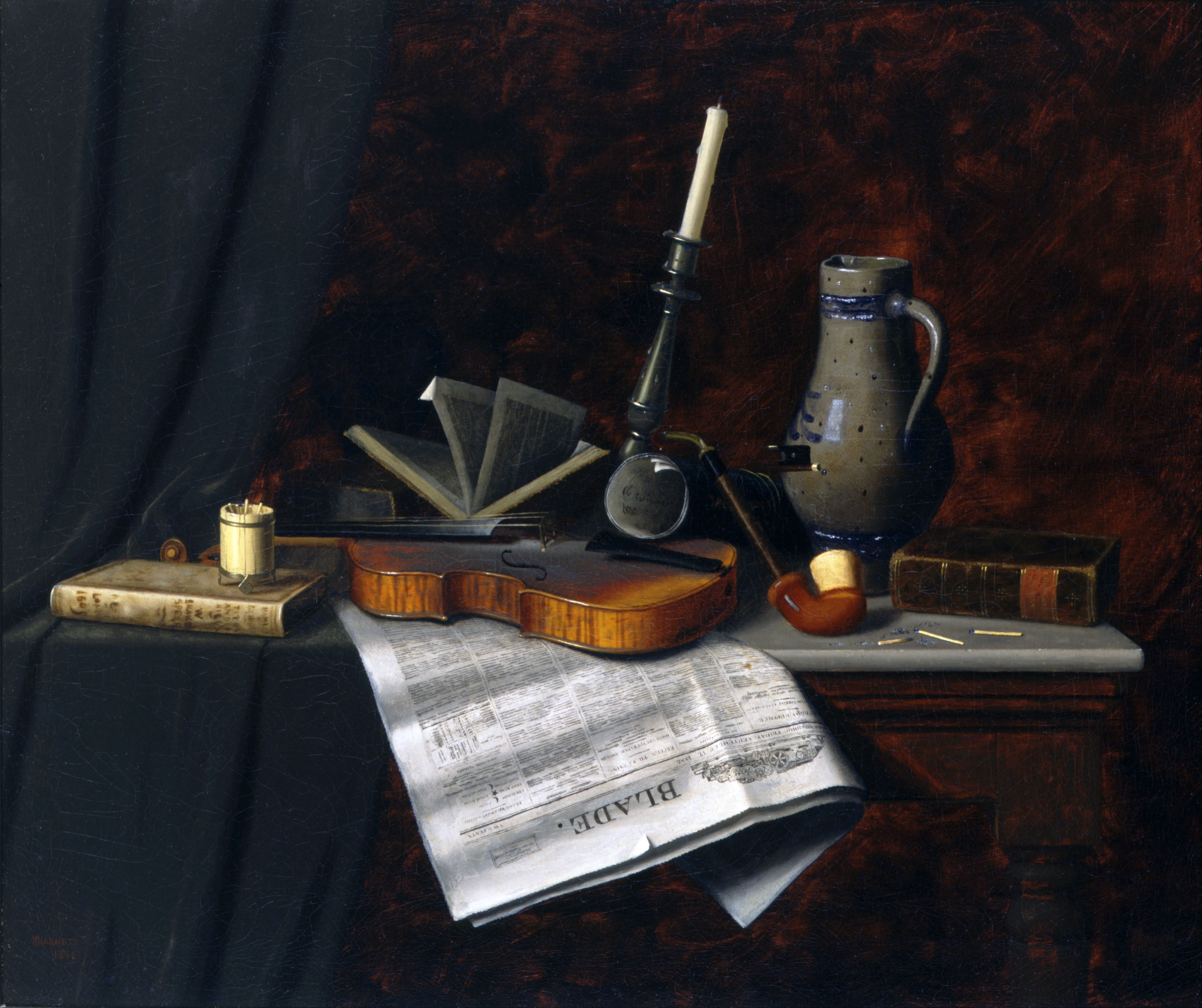
Still Life with the Toledo Blade, 1886, Toledo Museum of Art
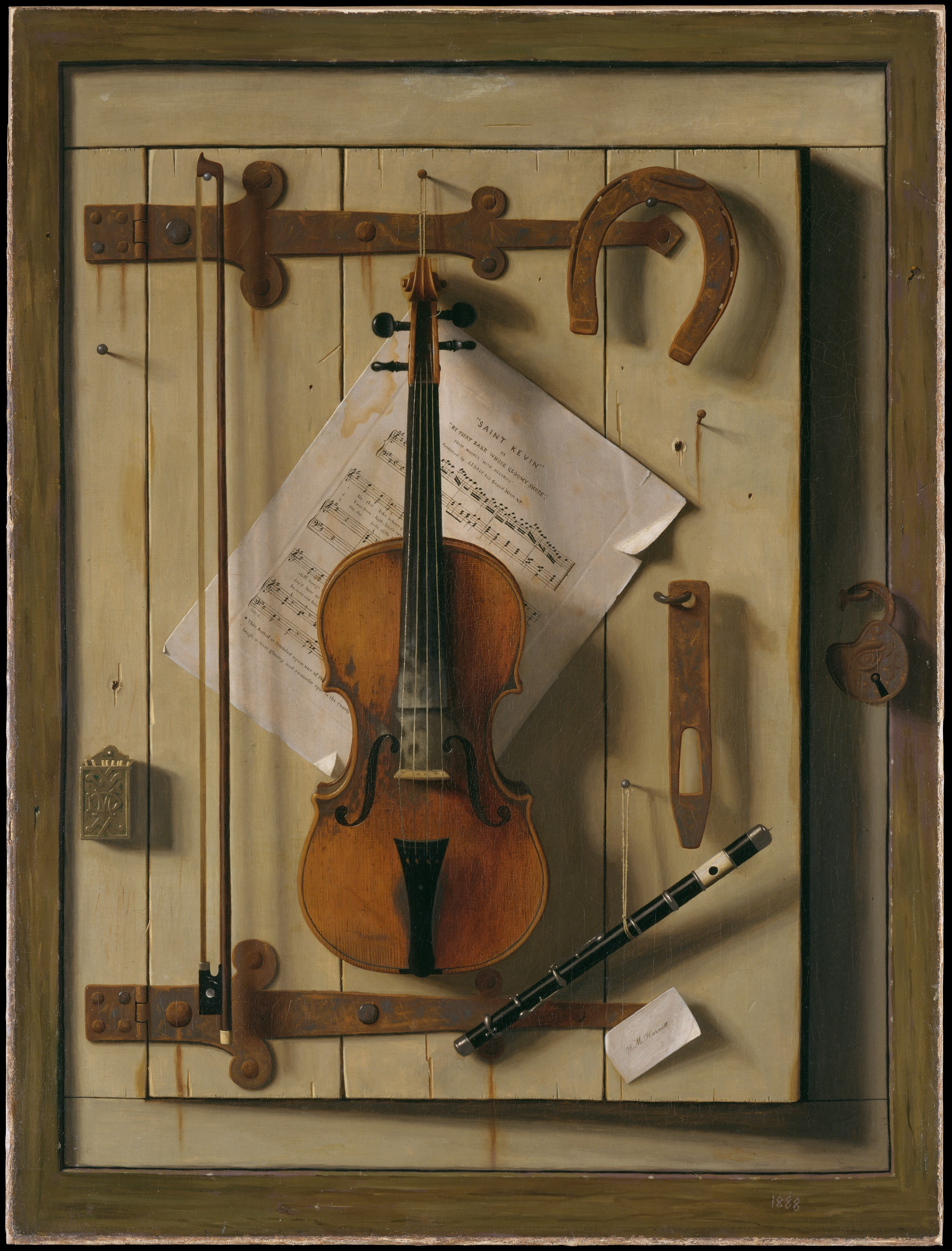
Music and Good Luck, 1888, Metropolitan Museum of Art
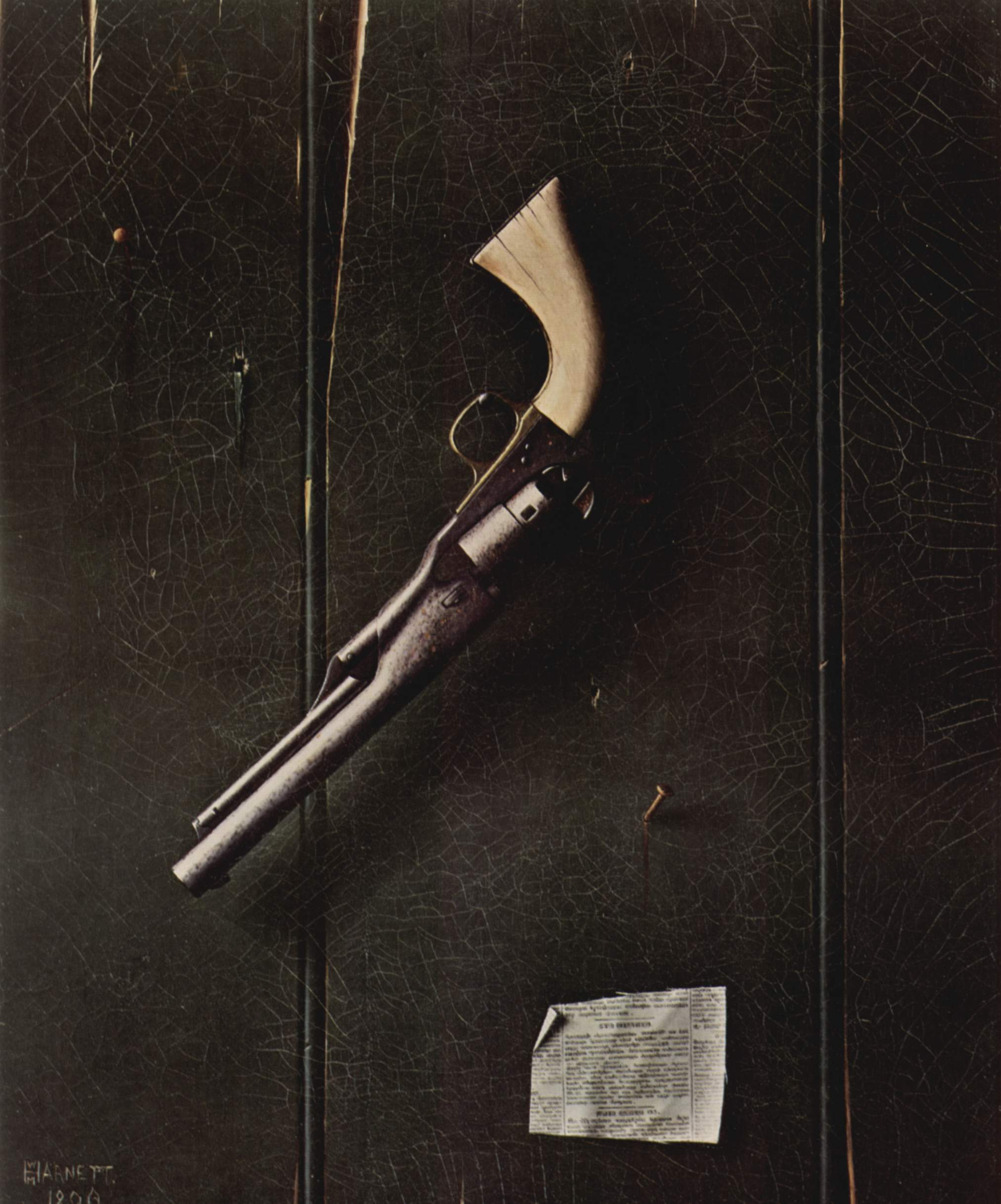
The Faithful Colt, Wadsworth Atheneum, Hartford (Connecticut), 1890

## Sonderbriefmarke

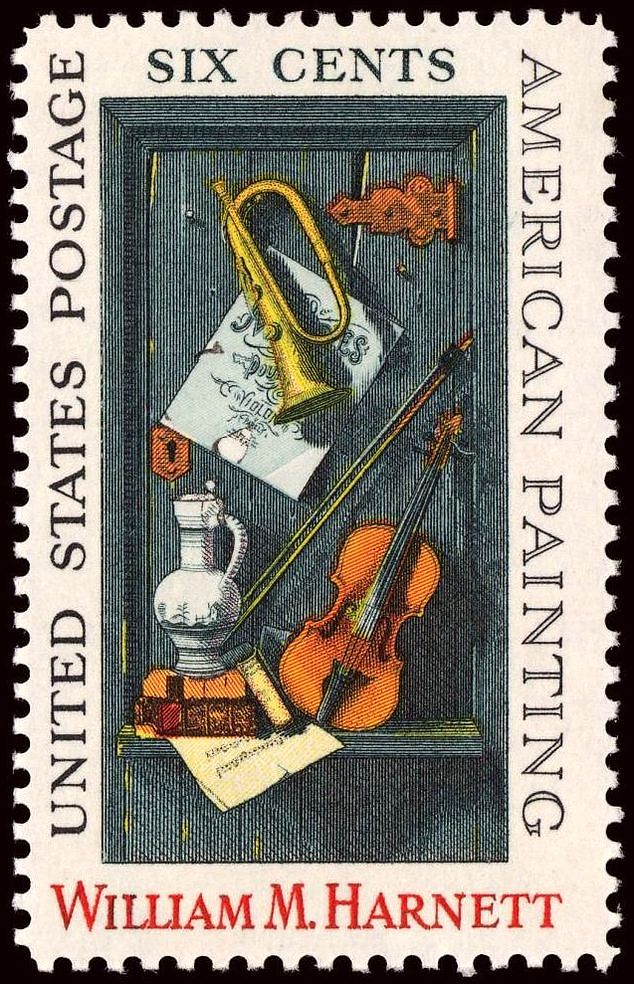
Harnett Sondermarke

William M. Harnett wurde 1969 mit einer 6-Cent-Sondermarke geehrt, die erstmals am 3. Dezember 1969 in Boston, zum Verkauf angeboten wurde. Das auf der Briefmarke abgebildete Gemälde ist Old Models, das sich in der Sammlung des Bostoner Museum of Fine Arts befindet.